# Epistenia coeruleata
Epistenia coeruleata är en stekelart som beskrevs av John Obadiah Westwood 1832. Epistenia coeruleata ingår i släktet Epistenia och familjen puppglanssteklar. Inga underarter finns listade i Catalogue of Life.